# Jourre
Die Jourre (auch als Jourre Vieille Haute bekannt) ist ein Fluss in Frankreich, der im Département Aude in der Region Okzitanien verläuft. Sie entspringt unter dem Namen Ruisseau des Baux am Ost-Rand der Montagne d’Alaric, im südwestlichen Gemeindegebiet von Moux. Sie entwässert generell Richtung Nordost, erreicht nach Verlassen des Quellgebietes  die Landschaft Corbières mit seinen großen Weinbauflächen und mündet nach rund 22 Kilometern im Gemeindegebiet von Canet als rechter Nebenfluss in die Aude.
In ihrem Unterlauf quert die Jourre wichtige Hauptverkehrsachsen, wie die Autobahn A61 und die Bahnstrecke Bordeaux–Sète. Der Fluss begleitet auch den Flugplatz von Lézignan-Corbières und ist bei seiner Mündung nur rund 700 Meter vom Canal du Midi entfernt.

## Orte am Fluss
(Reihenfolge in Fließrichtung)
- Théron, Gemeinde Moux
- Les Lanes, Gemeinde Fontcouverte
- Conilhac-Corbières
- Lézignan-Corbières
- La Guirlande, Gemeinde Lézignan-Corbières